# The North Water
The North Water è una miniserie televisiva britannica del 2021, creata da Andrew Haigh.
Basata sul romanzo Le acque del Nord di Ian McGuire, la serie è stata trasmessa in anteprima su AMC+ dal 15 luglio al 12 agosto 2021. In Italia la serie è stata pubblicata su TIMvision dal 7 dicembre 2021 al 4 gennaio 2022.

## Personaggi e interpreti
- Henry Drax, interpretato da Colin Farrell, doppiato da Fabio Boccanera.
- Patrick Sumner, interpretato da Jack O'Connell, doppiato da Davide Perino.
- Capitan Arthur Brownlee, interpretato da Stephen Graham, doppiato da Roberto Stocchi.
- Baxter, interpretato da Tom Courtenay, doppiato da Bruno Alessandro.
- Michael Cavendish, interpretato da Sam Spruell, doppiato da Alberto Bognanni.[3]
- Peter Mullan, interpretato da Peter Mullan.
- Otto, interpretato da Roland Møller, doppiato da Dario Oppido.[3]
- Jones, interpretato da Kieran Urquhart, doppiato da Daniele Raffaeli.[3]
- McKendrick, interpretato da Philip Hill-Pearson.
- Corbyn, interpretato da Jonathan Aris.
- Stevens, interpretato da Lee Knight, doppiato da Emilio Mauro Barchiesi.[4]
- Il norvegese (in originale: The Norwegian), interpretato da Pål Espen Kilstad.
- Webster, interpretato da Gary Lamont, doppiato da Emilio Mauro Barchiesi.[3]
- Hester, interpretata da Eliza Butterworth.
- Bain, interpretato da Mark Rowley, doppiato da Alessio Cerchi.[3]